# دافيدي زابيلا
دافيدي زابيلا (بالإيطالية: Davide Zappella)‏ هو لاعب كرة قدم إيطالي في مركز الدفاع، ولد في 29 أبريل 1998 في بيرغامو في إيطاليا. لعب مع نادي إمبولي.

## وصلات خارجية
- دافيدي زابيلا على موقع قاعدة بيانات كرة القدم.إي يو (الإنجليزية)
- دافيدي زابيلا على موقع Soccerway.com (الإنجليزية)